# Extreme Smoke 57
Az Extreme Smoke 57 vagy Extreme Smoke szlovén grindcore együttes, amely 1990-ben alakult Nova Gorica városában. Ők az első szlovén grindcore együttes. 1992-ben feloszlottak, majd 2008-ban újból összeálltak. Underground körökben kultikus zenekarnak számítanak.

## Tagok
- Miha - gitár
- Boco - ének
- Briljo - basszusgitár
- Gaber - dob

## Diszkográfia
- 1991 – Live in Koper, 8.3.1991
- 1991 – Open Your Eyes… & Die!
- 1992 - Extreme Smoke 57 / The Sexorcist (split lemez)
- 1992 - Live in Leipzig/ Germany, 28.9.1991
- 1993 - Extreme Smoke 57 / Agathocles split lemez
- 1996 – Who Sold The Scene?!? (EP)
- 1998 – D.I.Y. (válogatáslemez)
- 2004 - Extreme Smoke 57 / Patareni (split lemez)
- 2012 - Extreme Smoke 57 / H-INCIDENT (split lemez)
- 2013 - Extreme Smoke 57 / DECA DEBILANE (split lemez)
- 2013 – Official Live Tape
- 2014 – Life Of No Dreams
- 2014 - Extreme Smoke 57 / 2 MINUTA DREKA (split lemez)
- 2014 – Who Sold The Scene?!? Live 3 (DVD)
- 2015 – Live On Radio Student
- 2016 – Corruption Deteriorates (LP)
- 2017 - Extreme Smoke 57 / Agathocles (split lemez)